# 小行星9577
小行星9577（英語：9577 Gropius）是一颗围绕太阳公转的小行星。1989年2月2日，天文学家佛蒙特·伯根在陶腾堡发现了此天体。
这颗小行星的绝对星等为270.49640等。